# Chantal Groot
Chantal Groot (n. 19 octombrie 1982, Amsterdam, Țările de Jos) este o înotătoare olandeză, medaliată olimpică. A participat la 3 ediții ale Jocurilor Olimpice (2000, 2004, 2008) în care a câștigat o medalie de argint și o medalie de bronz.